# Von Jenisch- und Stagesche Buchhandlung
Die von Jenisch- und Stagesche Buchhandlung (auch Jenisch und Stagesche Buchhandlung; ursprünglich C. H. Stage'sche Buchhandlung oder C. H. Stagische Buchhandlung) war eine Buchhandlung und ein Verlag in Augsburg.

## Geschichte
Das Unternehmen wurde vermutlich 1764 von Conrad Heinrich Stage gegründet. Im Alter von 14 Jahren begann der 1771 geborene Karl Friedrich von Jenisch eine Lehre bei Stage. Durch Fleiß und Geschäftsinteresse wurde dieser bald Geschäftsführer. 1813 übernahm von Jenisch Buchhandlung und Verlag von Stage und firmierte von nun ab unter dem Namen von Jenisch- und Stagesche Buchhandlung. 1830 trennte von Jenisch den Verlag ab und übergab die Buchhandlung seinem Sohn Carl von Jenisch. Als Karl Friedrich von Jenisch 1837 starb, ging der Verlag an Carl über. Dessen Erben verkauften das Geschäft 1852 an Gustav Adolf Heine (gest. 1859) und Wilhelm Geiß, welche der Firma den Namen Heine & Comp. hinzufügten. 1866 wurde ein Teil des Verlages an den Musikverlag des Alfred Coppenrath (geb. 1830; gest. 1887) in Regensburg, ferner eine Reihe von Verlagswerken an die Buch-, Kunst- und Landkartenhandlung von Richard Preyß in Augsburg (gegr. 1877), der übrige, größte Teil aber an die um 1740 gegründete B. Schmidsche Verlagsbuchhandlung des Johann Balthasar Schmid (geb. 1750; gest. 1841) in Augsburg verkauft.

## Produkte
Der Verlag brachte deutsche, französische, italienische und englische Werke heraus und bewegte sich vorzugsweise auf dem Gebiet der Volks- und Jugendschriften, sowie auch der Erbauungsliteratur. Neben einer Sammlung von »Komödien« (etwa 100 Bändchen), einer »deutschen Schaubühne« (in 50 Bänden) und einer Sammlung von 24 »Originaltheater-Stücken« wurden Werke wie: C. Hartmanns encyklopäd. Wörterbuch der Technologie von Carl Friedrich Alexander Hartmann, 4 Bände, 2. Auflage 1840; veterinärmedizinische Schriften von Johann Martin Kreutzer; eine Jugendbibliothek von H. Rebau und Chr. Schmid; zahlreiche landwirtschaftlichen Schriften von Jacob Ernst von Reider (geb. 1784; gest. 1853); »Pfennig-Bibliothek der Unterhaltung für gebildete Stände« mit Anschluss einer umfangreichen Sammlung Romane, sowohl deutscher Originale als Übersetzungen, unter letzteren die historischen Romane der englischen Schriftstellerin Anna Eliza Bray.